# 28 Белона
28 Белона (лат. 28 Bellona) је астероид главног астероидног појаса. Приближан пречник астероида је 120,90 km,
а средња удаљеност астероида од Сунца износи 2,776 астрономских јединица (АЈ).
Инклинација (нагиб) орбите у односу на раван еклиптике је 9,431 степени, а орбитални период износи 1689,562 дана (4,625 године). Ексцентрицитет орбите астероида износи 0,150.
Апсолутна магнитуда астероида износи 7,09 а геометријски албедо 0,176.
Астероид је откривен 1. марта 1854. године.